# Saison 2007-2008 de la LNH
Saison précédente Saison suivante
La saison 2007-2008 est la 90e saison de l'histoire de la Ligue nationale de hockey (LNH). Elle commence le 29 septembre 2007, pour se terminer le 6 avril 2008 et faire place aux séries éliminatoires qui voient les Red Wings de Détroit battre les Penguins de Pittsburgh en six matchs.
Le 56e Match des étoiles a lieu le week-end du 26 au 27 janvier 2008 sur la patinoire des Thrashers d'Atlanta, le Philips Arena.

## Saison régulière

### Évolutions et dates importantes
De nouveau uniformes de la compagnie Reebok sont utilisés à partir de cette saison et pour l'occasion sept équipes changent leurs couleurs ou leur logo (Boston, Tampa Bay, Vancouver, Washington, Ottawa, San José et Columbus).

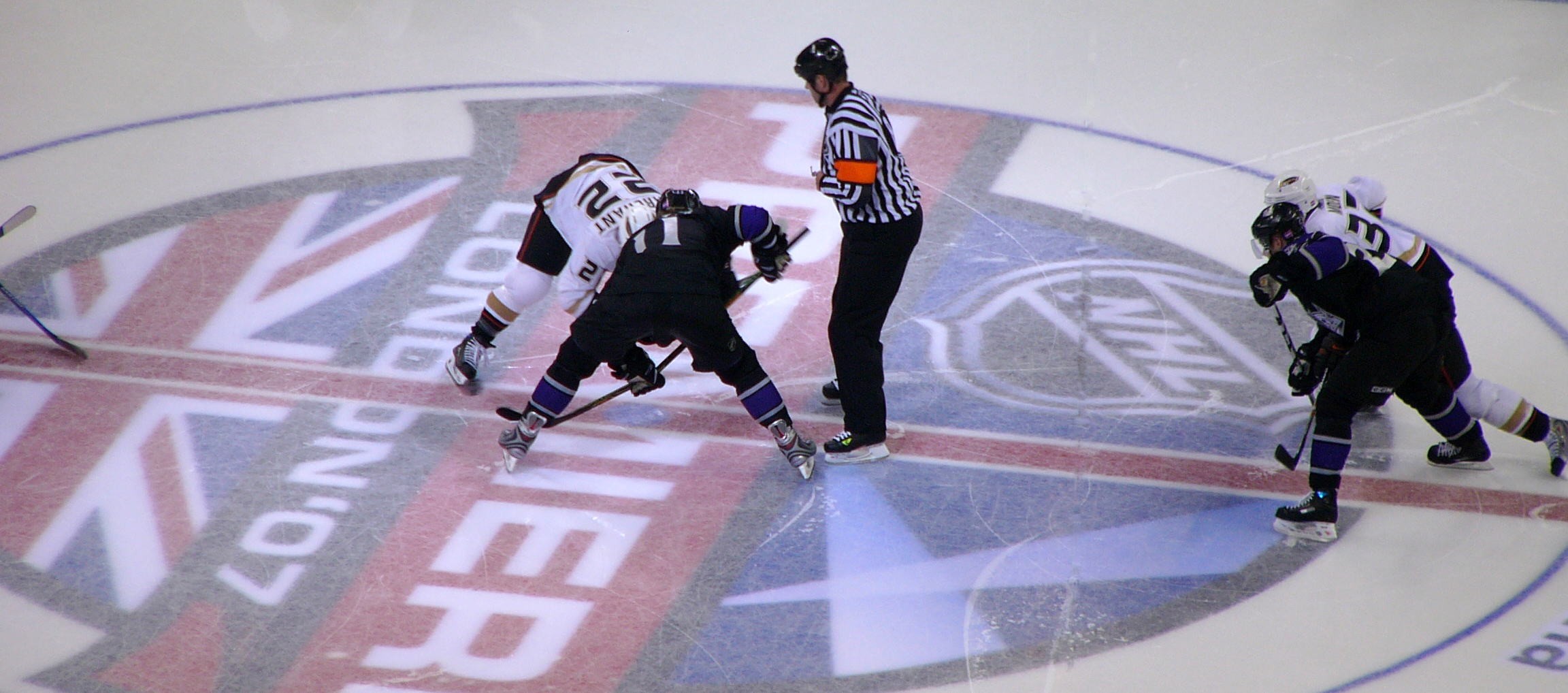
Engagement lors du premier match de la saison, entre Todd Marchant (Anaheim) et Anze Kopitar (Los Angeles).

Logo de NHL Premiere London ’07

Le 17 septembre, l'annonce est faite par la LNH qu'un match sera joué en extérieur le 1er janvier 2008. Cette rencontre aura lieu entre les Penguins de Pittsburgh et les Sabres de Buffalo sur le terrain des Bills, franchise de football américain de la National Football League le Ralph Wilson Stadium. Le match est baptisé AMP NHL Winter Classic et est sponsorisé par la boisson énergisante Mountain Dew AMP. Environ 41 000 places sont disponibles à la vente au grand public et elles sont toutes vendues en moins de 30 minutes.
Afin de promouvoir la LNH, la saison débute le 29 septembre par une série de deux matchs disputés à Londres en Angleterre et nommée NHL Premiere London ’07. Le match oppose les champions en titre, les Ducks d'Anaheim aux Kings de Los Angeles, ces derniers étant la propriété du groupe Anschutz Entertainment Group, également propriétaire de la patinoire The O2 où a lieu la rencontre. Ce premier match se termine sur le score de quatre buts à un pour les Kings alors que les Ducks prennent leur revanche sur le même score le lendemain. Les deux matchs sont joués à guichets fermés devant une foule de 17 300 personnes, Mike Cammalleri des Kings inscrivant le premier but de la saison de la LNH.
Au mois d'octobre, la LNH et l'Association des joueurs de la LNH lancent la dixième saison de lutte contre le cancer avec une soirée spéciale par équipe au cours du mois avec diverses activités. Les joueurs participent en portant un logo spécial sur le casque, logo de couleur rose. Des casquettes roses ou encore des cravates dédicacées par des joueurs sont également vendues. Dans le même temps, Getty Images, Greystone Books, la LNH et l'Association des joueurs éditent un livre de photographies revenant sur la saison passée avec des dédicaces de Wayne Gretzky, Mario Lemieux, Saku Koivu, Phil Kessel et Paul Stewart.

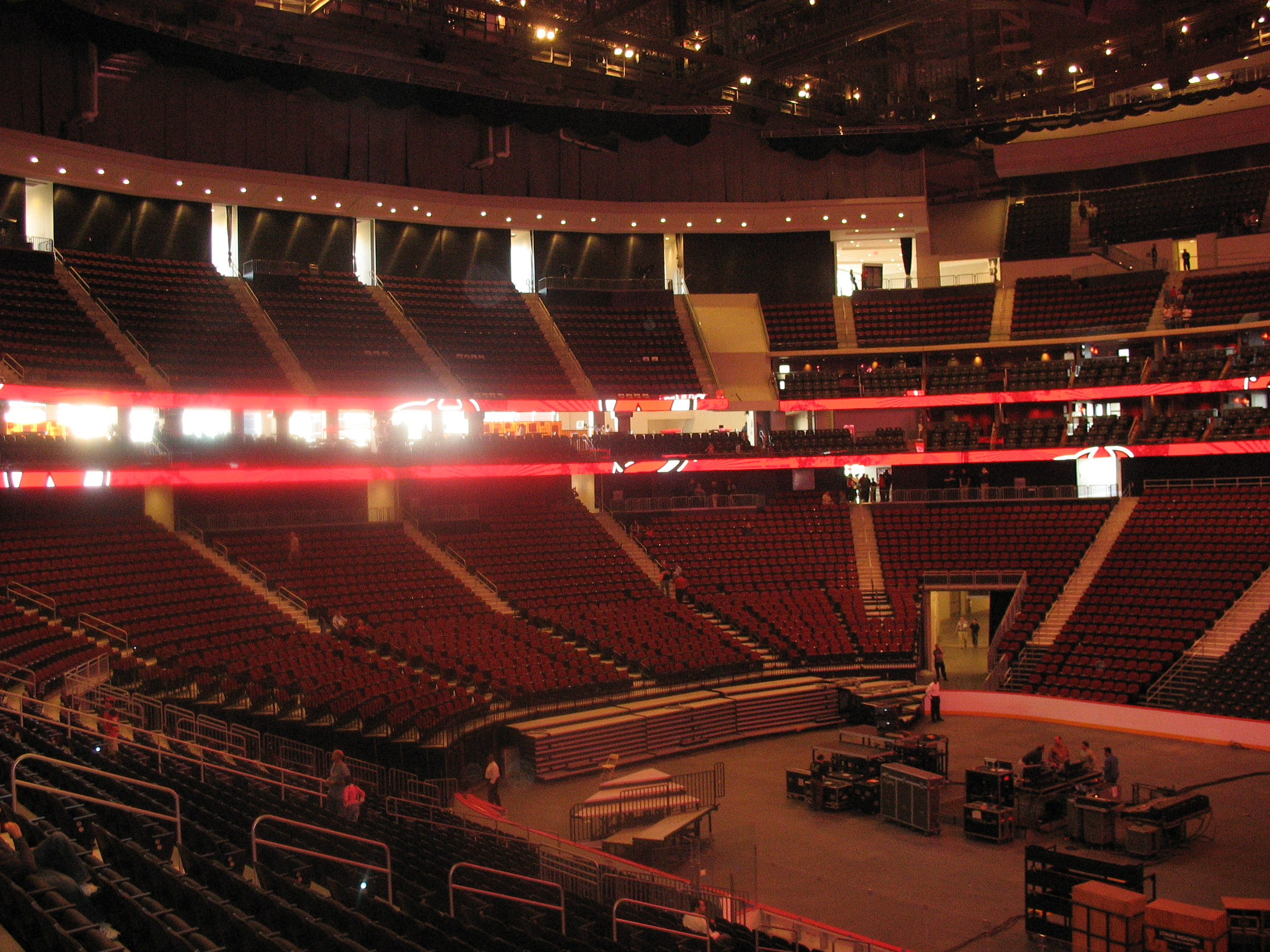
Intérieur de la nouvelle patinoire des Devils du New Jersey, le Prudential Center.

Depuis 1981, les Devils du New Jersey évoluent dans la patinoire de la Continental Airlines Arena mais les travaux de construction d'une nouvelle patinoire sont lancés depuis octobre 2005. Le 20 octobre 2007, la salle du Prudential Center ouvre ses portes pour une série de concerts et le 27 du même mois, les Devils inaugurent leur nouvelle patinoire face aux Sénateurs d'Ottawa. Devant 17 625 personnes, Andrej Meszároš des Sénateurs inscrit le premier but de l'équipe pour une victoire 4 à 1 et Brian Gionta lui répond. Lors du second match à domicile contre le Lightning de Tampa Bay, les Devils s'imposent sur le score de 6 buts à 1 avec un coup du chapeau de Jay Pandolfo, le premier de sa carrière. La patinoire n'étant pas prête à temps pour le début de la saison, les Devils enchaînent une série de neuf matchs à l'extérieur et perdent cinq fois.
Les joueurs du Match des étoiles sont élus en partie par le public. Le 7 novembre, la liste des joueurs pouvant être choisi est communiquée par la LNH. À partir du 13 novembre, les fans peuvent voter pour élire les douze joueurs commençant le 56e Match des étoiles.
Dans le cadre des 100 ans de l'organisation, les Canadiens de Montréal retirent deux numéros au cours de la saison. Le numéro 19 de Larry Robinson est retiré le 19 novembre lors d'une partie contre les Sénateurs d'Ottawa et le numéro 23 de Bob Gainey est retiré le 23 février, avant un match contre les Blue Jackets de Columbus.
Le 1er janvier au soir, les Penguins et les Sabres se rencontrent dans le Ralph Wilson Stadium pour le match en extérieur devant 71 217 spectateurs et sous une légère neige. Colby Armstrong inscrit le premier but de la rencontre face au gardien Ryan Miller sur une passe de Sidney Crosby tandis que les Sabres répondent lors du second tiers par Brian Campbell avec des aides de Tim Connolly et de Daniel Paille. Toujours à égalité après le temps réglementaire puis la prolongation, les deux équipes s'affrontent en tirs de fusillade. Ty Conklin laisse passer le premier tir tandis que Miller arrête la tentative de Pittsburgh. Finalement la tendance s'inverse et Crosby offre la victoire à son équipe.

### Records et paliers franchis

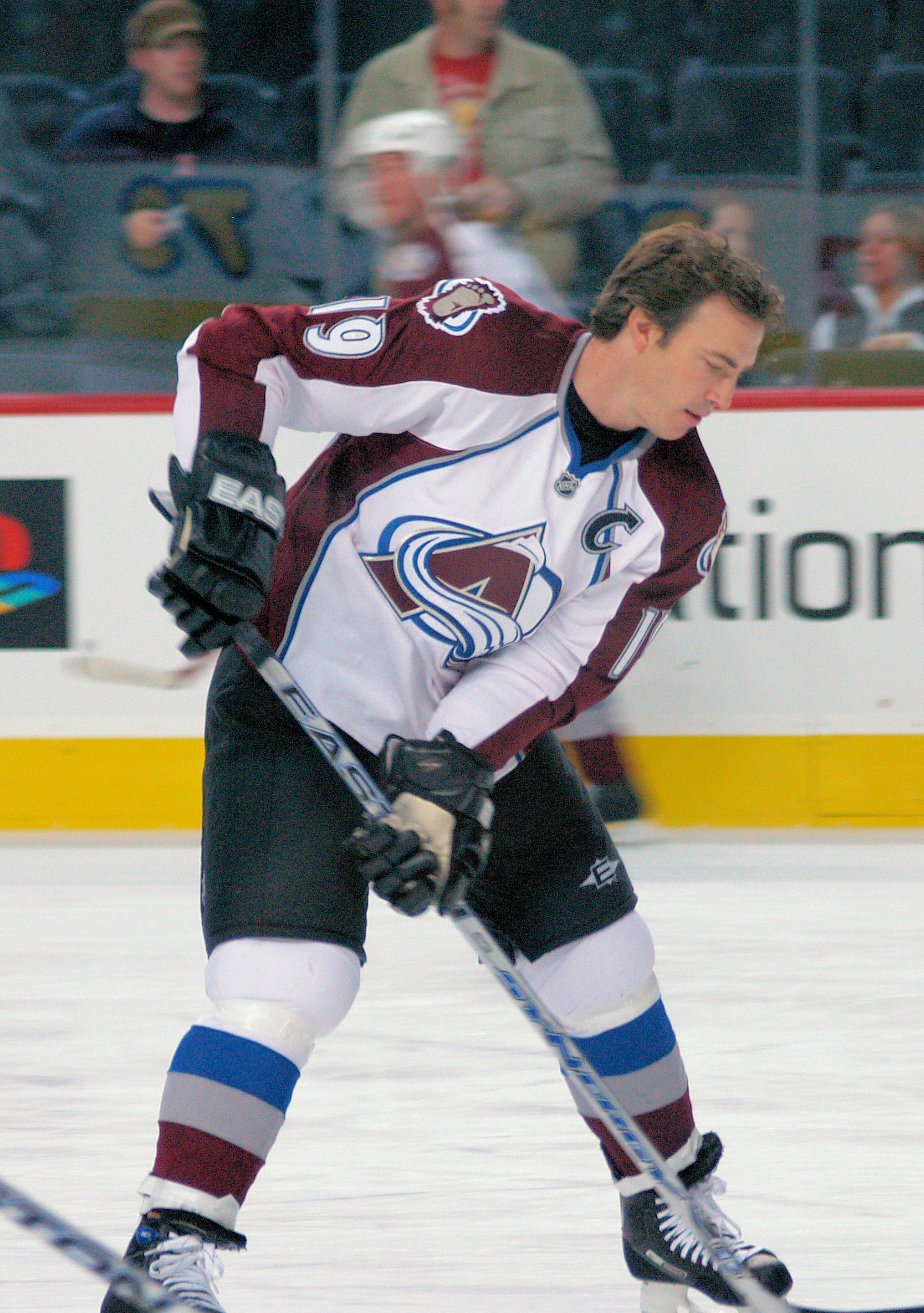
Joe Sakic lors de l'échauffement avant un match de la saison.

- 7 octobre : Joe Sakic inscrit son 1 591e point et dépasse Phil Esposito au 8e rang de l'histoire de la LNH pour le nombre de points marqués.
- 8 octobre : Chris Chelios joue son 1 550e match et dépasse Alex Delvecchio en 8e position de l'histoire pour le nombre de parties jouées.
- 11 octobre : en inscrivant son 390e but pour les Maple Leafs de Toronto, Mats Sundin récolte son 917e point pour la franchise et devient ainsi le meilleur buteur et pointeur de l'histoire des Maple Leafs en dépassant Darryl Sittler[15].
- 13 octobre : Jaromír Jágr inscrit son 1 533e point et dépasse Paul Coffey au 11e rang pour le nombre de points marqués.
- 3 novembre : Al Arbour est derrière le banc des Islanders de New York pour la seule fois de la saison et la 1 500e fois de sa carrière. L'équipe bat les Penguins de Pittsburgh sur le score de 3 buts à 2. Il s'agit de sa 740e victoire alors qu'il a 75 ans. Il devient l'entraîneur le plus âgé et celui qui a le plus entraîné une équipe et gagné de match dans sa carrière[16].
- 7 novembre : Mike Modano des Stars de Dallas bat le record de Phil Housley pour le plus grand nombre de points inscrit par un joueur de hockey né aux États-Unis ; il inscrit son 1 233e point[17].
- 10 novembre : Jeremy Roenick des Sharks de San José inscrit son 500e but dans la LNH et devient le 40e joueur de l'histoire à dépasser cette barre symbolique. Il est seulement le troisième américain à réaliser une telle performance[18].
- 17 novembre : Martin Brodeur obtient sa 500e victoire en saison régulière en tant que gardien de but. Il est le second gardien à dépasser la barre des 500 victoires et se rapproche de Patrick Roy qui a pris sa retraite avec 551 victoires[19].
- 27 novembre : Mats Sundin inscrit son 400e but personnel lors d'une défaite 4-3 en prolongation contre les Canadiens de Montréal. Il est alors le premier joueur des Maple Leafs à atteindre la barre des 400 buts[20]
- 29 novembre : Jarome Iginla joue son 804e match sous les couleurs des Flames de Calgary, battant le record détenu jusque-là par Al MacInnis[21].
- 23 décembre : Jaromír Jágr des Rangers de New York réalise sa 927e passe décisive et passe ainsi à la quinzième place devant Stan Mikita pour le plus grand nombre de passes[22].
- 29 décembre : Paul Kariya des Blues de Saint-Louis inscrit son 900e point lors un coup du chapeau. Il devient le 89e joueur de l'histoire à atteindre ce niveau.
- 17 janvier : Markus Naslund joue son 1000e match dans la LNH contre les Red Wings de Détroit
- 9 février : Ron Wilson, derrière le banc des Sharks de San José, gagne le 500e match de sa carrière d'entraîneur en LNH. Il est le 11e entraîneur à franchir ce palier.
- 10 mars : Jarome Iginla inscrit son 365e but pour les Flames de Calgary et devient le meilleur buteur de l'histoire de la franchise, dépassant Theoren Fleury.

### Faits marquants

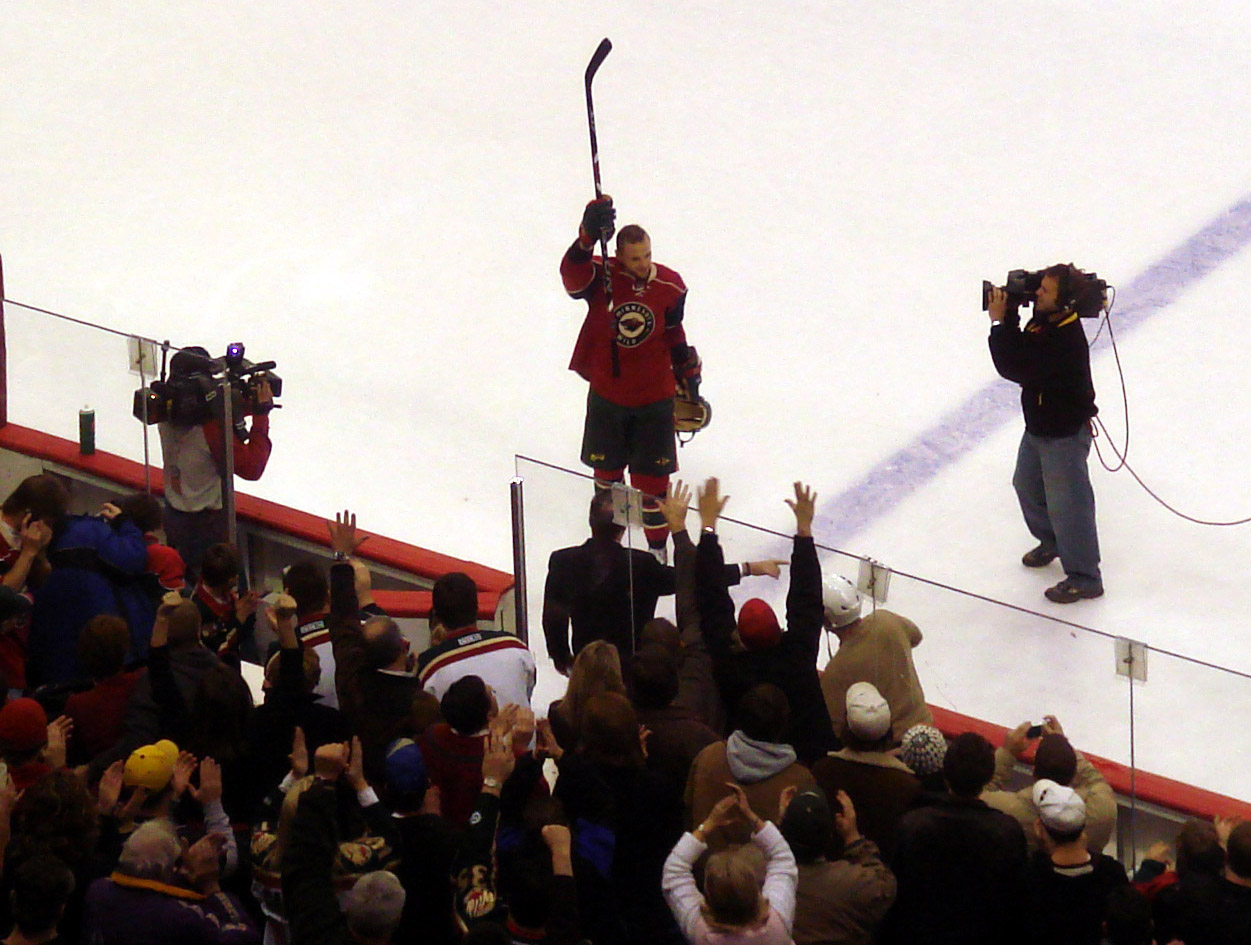
Marián Gáborík le soir où il a inscrit 5 buts au cours du même match.

- Lors de son premier match, Paul Stastny réalise un tour du chapeau ; pour sa deuxième partie il marque 1 but et compte 4 passes pour un total de 5 points. Il est élu meilleur joueur de la semaine[23].
- Lors d'un match entre les Flyers de Philadelphie et les Canucks de Vancouver le 10 octobre, Jesse Boulerice des Flyers mets en échec Ryan Kesler au niveau du visage. Deux jours plus tard il est suspendu pour 25 matchs par la LNH[24].
- Ilia Kovaltchouk inscrit deux coups du chapeau consécutifs ; pour cet exploit il est nommé joueur de la semaine entre le 29 octobre et le 6 novembre.
- Le 13 novembre, les Stars de Dallas congédient leur directeur-général Doug Armstrong et le remplace par l'ancienne vedette Brett Hull. Hull devient codirecteur-général par intérim avec Les Jackson.
- Le 15 décembre, Chris Simon marche avec son patin sur le patin de Jarkko Ruutu des Penguins de Pittsburgh. La LNH décide de le suspendre alors pour 30 rencontres[25].
- Marián Gáborík inscrit 5 buts le 20 décembre dans le match qui oppose son équipe, le Wild du Minnesota, aux Rangers de New York. C'est la première fois depuis onze saisons qu'un tel exploit a lieu[26].
- Le 11 février, Richard Zedník des Panthers de la Floride est amené d'urgence à l'hôpital de Buffalo après avoir un reçu un coup de patin à la gorge de son coéquipier, Olli Jokinen. Cet incident rappelle celui survenu près de 20 ans auparavant dans la même ville lorsque le gardien de but Clint Malarchuk a son artère carotide externe coupée accidentellement par le patin de Steve Tuttle des Blues de Saint-Louis le 22 mars 1989[27]
- Le 19 février, les Canadiens de Montréal remportent une victoire de 6 à 5 en tirs de fusillade contre les Rangers de New York alors que l'équipe perdait 5 à 0 après 35 minutes de jeu. C'est la première fois de l'histoire de la franchise qu'elle comble un déficit de cinq buts.

### Classements
- Pour les significations des abréviations, voir statistiques du hockey sur glace.
- Les franchises championnes de division sont classées aux trois premières places de chaque association ; les équipes classées aux huit premières places de chaque association sont qualifiées pour les séries éliminatoires et sont indiquées dans des lignes de couleur.

| Clt   | Équipe                    | Division   | PJ | V  | D  | DP | BP  | BC  | Pts |
| ----- | ------------------------- | ---------- | -- | -- | -- | -- | --- | --- | --- |
| +001, | Canadiens de Montréal     | Nord-Est   | 82 | 47 | 25 | 10 | 262 | 222 | 104 |
| +002, | Penguins de Pittsburgh    | Atlantique | 82 | 47 | 27 | 8  | 247 | 216 | 102 |
| +003, | Capitals de Washington    | Sud-Est    | 82 | 43 | 31 | 8  | 242 | 231 | 94  |
| +004, | Devils du New Jersey      | Atlantique | 82 | 46 | 29 | 7  | 206 | 197 | 99  |
| +005, | Rangers de New York       | Atlantique | 82 | 42 | 27 | 13 | 213 | 199 | 97  |
| +006, | Flyers de Philadelphie    | Atlantique | 82 | 42 | 29 | 11 | 248 | 233 | 95  |
| +007, | Sénateurs d'Ottawa        | Nord-Est   | 82 | 43 | 31 | 8  | 261 | 247 | 94  |
| +008, | Bruins de Boston          | Nord-Est   | 82 | 41 | 29 | 12 | 212 | 222 | 94  |
| +009, | Hurricanes de la Caroline | Sud-Est    | 82 | 43 | 33 | 6  | 252 | 249 | 92  |
| +010, | Sabres de Buffalo         | Nord-Est   | 82 | 39 | 31 | 12 | 255 | 242 | 90  |
| +011, | Panthers de la Floride    | Sud-Est    | 82 | 38 | 35 | 9  | 216 | 226 | 85  |
| +012, | Maple Leafs de Toronto    | Nord-Est   | 82 | 36 | 35 | 11 | 231 | 260 | 83  |
| +013, | Islanders de New York     | Atlantique | 82 | 35 | 38 | 9  | 194 | 243 | 79  |
| +014, | Thrashers d'Atlanta       | Sud-Est    | 82 | 34 | 40 | 8  | 216 | 272 | 76  |
| +015, | Lightning de Tampa Bay    | Sud-Est    | 82 | 31 | 42 | 9  | 223 | 267 | 71  |

| Clt   | Équipe                   | Division   | PJ | V  | D  | DP | BP  | BC  | Pts |
| ----- | ------------------------ | ---------- | -- | -- | -- | -- | --- | --- | --- |
| +001, | Red Wings de Détroit     | Centrale   | 82 | 54 | 21 | 7  | 257 | 184 | 115 |
| +002, | Sharks de San José       | Pacifique  | 82 | 49 | 23 | 10 | 222 | 193 | 108 |
| +003, | Wild du Minnesota        | Nord-Ouest | 82 | 44 | 28 | 10 | 223 | 218 | 98  |
| +004, | Ducks d'Anaheim          | Pacifique  | 82 | 47 | 27 | 8  | 205 | 191 | 102 |
| +005, | Stars de Dallas          | Pacifique  | 82 | 45 | 30 | 7  | 242 | 207 | 97  |
| +006, | Avalanche du Colorado    | Nord-Ouest | 82 | 44 | 31 | 7  | 231 | 219 | 95  |
| +007, | Flames de Calgary        | Nord-Ouest | 82 | 42 | 30 | 10 | 229 | 227 | 94  |
| +008, | Predators de Nashville   | Centrale   | 82 | 41 | 32 | 9  | 230 | 229 | 91  |
| +009, | Oilers d'Edmonton        | Nord-Ouest | 82 | 41 | 35 | 6  | 235 | 251 | 88  |
| +010, | Blackhawks de Chicago    | Centrale   | 82 | 40 | 34 | 8  | 239 | 235 | 88  |
| +011, | Canucks de Vancouver     | Nord-Ouest | 82 | 39 | 33 | 10 | 213 | 215 | 88  |
| +012, | Coyotes de Phoenix       | Pacifique  | 82 | 38 | 37 | 7  | 214 | 231 | 83  |
| +013, | Blue Jackets de Columbus | Centrale   | 82 | 34 | 36 | 12 | 193 | 218 | 80  |
| +014, | Blues de Saint-Louis     | Centrale   | 82 | 33 | 36 | 13 | 205 | 237 | 79  |
| +015, | Kings de Los Angeles     | Pacifique  | 82 | 32 | 43 | 7  | 231 | 266 | 71  |

- Champion de la saison régulière
- Champion de division
- Qualifié pour les séries éliminatoires

### Meilleurs pointeurs
| Joueur               | Équipe     | PJ | B  | A  | Pts | +/- | Pun |
| -------------------- | ---------- | -- | -- | -- | --- | --- | --- |
| Aleksandr Ovetchkine | Washington | 82 | 65 | 47 | 112 | +28 | 40  |
| Ievgueni Malkine     | Pittsburgh | 82 | 47 | 59 | 106 | +16 | 78  |
| Jarome Iginla        | Calgary    | 82 | 50 | 48 | 98  | +27 | 83  |
| Pavel Datsiouk       | Détroit    | 82 | 31 | 66 | 97  | +41 | 20  |
| Joe Thornton         | San José   | 82 | 29 | 67 | 96  | +18 | 59  |
| Henrik Zetterberg    | Détroit    | 75 | 43 | 49 | 92  | +30 | 34  |
| Vincent Lecavalier   | Tampa Bay  | 81 | 40 | 52 | 92  | -17 | 89  |
| Jason Spezza         | Ottawa     | 76 | 34 | 58 | 92  | +26 | 66  |
| Daniel Alfredsson    | Ottawa     | 70 | 40 | 49 | 89  | +15 | 34  |
| Ilia Kovaltchouk     | Atlanta    | 79 | 52 | 35 | 87  | -12 | 52  |

### Meilleurs gardiens de but
| Joueur                 | Équipe     | PJ | Min   | V  | D  | Pr. | BC  | Bl | %Arr | Moy  |
| ---------------------- | ---------- | -- | ----- | -- | -- | --- | --- | -- | ---- | ---- |
| Chris Osgood           | Détroit    | 43 | 2 408 | 27 | 9  | 4   | 84  | 4  | 91,4 | 2,09 |
| Jean-Sébastien Giguère | Anaheim    | 58 | 3 310 | 35 | 17 | 6   | 117 | 4  | 92,2 | 2,12 |
| Evgeni Nabokov         | San José   | 77 | 4 560 | 46 | 21 | 8   | 163 | 6  | 91,0 | 2,14 |
| Dominik Hašek          | Détroit    | 41 | 2 350 | 27 | 10 | 3   | 84  | 5  | 90,2 | 2,14 |
| Martin Brodeur         | New Jersey | 77 | 4 635 | 44 | 27 | 6   | 168 | 4  | 92,0 | 2,17 |
| Henrik Lundqvist       | NY Rangers | 72 | 4 304 | 37 | 24 | 10  | 160 | 10 | 91,2 | 2,23 |

## Séries éliminatoires de la Coupe Stanley

### Arbre de qualification
|  | Quarts de finale d'association | Quarts de finale d'association | Quarts de finale d'association |   |                        | Demi-finales d'association | Demi-finales d'association | Demi-finales d'association |  |   | Finales d'association  | Finales d'association | Finales d'association |  |    | Finale de la Coupe Stanley | Finale de la Coupe Stanley | Finale de la Coupe Stanley |
|  |                                |                                |                                |   |                        |                            |                            |                            |  |   |                        |                       |                       |  |    |                            |                            |                            |
|  | 1                              | Canadiens de Montréal          | 4                              |   |                        |                            |                            |                            |  |   |                        |                       |                       |  |    |                            |                            |                            |
|  | 8                              | Bruins de Boston               | 3                              |   |                        |                            |                            |                            |  |   |                        |                       |                       |  |    |                            |                            |                            |
|  | 8                              | Bruins de Boston               | 3                              |   | 1                      | Canadiens de Montréal      | 1                          |                            |  |   |                        |                       |                       |  |    |                            |                            |                            |
|  |                                |                                |                                |   | 1                      | Canadiens de Montréal      | 1                          |                            |  |   |                        |                       |                       |  |    |                            |                            |                            |
|  |                                | 6                              | Flyers de Philadelphie         | 4 |                        |                            |                            |                            |  |   |                        |                       |                       |  |    |                            |                            |                            |
|  | 2                              | 6                              | Flyers de Philadelphie         | 4 | Penguins de Pittsburgh | 4                          |                            |                            |  |   |                        |                       |                       |  |    |                            |                            |                            |
|  | 2                              |                                |                                |   | Penguins de Pittsburgh | 4                          |                            |                            |  |   |                        |                       |                       |  |    |                            |                            |                            |
|  | 7                              | Sénateurs d'Ottawa             | 0                              |   |                        |                            |                            |                            |  |   |                        |                       |                       |  |    |                            |                            |                            |
|  | 7                              | Sénateurs d'Ottawa             | 0                              |   |                        |                            |                            |                            |  | 6 | Flyers de Philadelphie | 1                     |                       |  |    |                            |                            |                            |
|  | Association de l'Est           |                                |                                |   |                        |                            |                            |                            |  | 6 | Flyers de Philadelphie | 1                     |                       |  |    |                            |                            |                            |
|  |                                | 2                              | Penguins de Pittsburgh         | 4 |                        |                            |                            |                            |  |   |                        |                       |                       |  |    |                            |                            |                            |
|  | 3                              | 2                              | Penguins de Pittsburgh         | 4 | Capitals de Washington | 3                          |                            |                            |  |   |                        |                       |                       |  |    |                            |                            |                            |
|  | 3                              |                                |                                |   | Capitals de Washington | 3                          |                            |                            |  |   |                        |                       |                       |  |    |                            |                            |                            |
|  | 6                              | Flyers de Philadelphie         | 4                              |   |                        |                            |                            |                            |  |   |                        |                       |                       |  |    |                            |                            |                            |
|  | 6                              | Flyers de Philadelphie         | 4                              |   | 2                      | Penguins de Pittsburgh     | 4                          |                            |  |   |                        |                       |                       |  |    |                            |                            |                            |
|  |                                |                                |                                |   | 2                      | Penguins de Pittsburgh     | 4                          |                            |  |   |                        |                       |                       |  |    |                            |                            |                            |
|  |                                | 5                              | Rangers de New York            | 1 |                        |                            |                            |                            |  |   |                        |                       |                       |  |    |                            |                            |                            |
|  | 4                              | 5                              | Rangers de New York            | 1 | Devils du New Jersey   | 1                          |                            |                            |  |   |                        |                       |                       |  |    |                            |                            |                            |
|  | 4                              |                                |                                |   | Devils du New Jersey   | 1                          |                            |                            |  |   |                        |                       |                       |  |    |                            |                            |                            |
|  | 5                              | Rangers de New York            | 4                              |   |                        |                            |                            |                            |  |   |                        |                       |                       |  |    |                            |                            |                            |
|  | 5                              | Rangers de New York            | 4                              |   |                        |                            |                            |                            |  |   |                        |                       |                       |  | E2 | Penguins de Pittsburgh     | 2                          |                            |
|  |                                |                                |                                |   |                        |                            |                            |                            |  |   |                        |                       |                       |  | E2 | Penguins de Pittsburgh     | 2                          |                            |
|  |                                | O1                             | Red Wings de Détroit           | 4 |                        |                            |                            |                            |  |   |                        |                       |                       |  |    |                            |                            |                            |
|  | 1                              | O1                             | Red Wings de Détroit           | 4 | Red Wings de Détroit   | 4                          |                            |                            |  |   |                        |                       |                       |  |    |                            |                            |                            |
|  | 1                              |                                |                                |   | Red Wings de Détroit   | 4                          |                            |                            |  |   |                        |                       |                       |  |    |                            |                            |                            |
|  | 8                              | Predators de Nashville         | 2                              |   |                        |                            |                            |                            |  |   |                        |                       |                       |  |    |                            |                            |                            |
|  | 8                              | Predators de Nashville         | 2                              |   | 1                      | Red Wings de Détroit       | 4                          |                            |  |   |                        |                       |                       |  |    |                            |                            |                            |
|  |                                |                                |                                |   | 1                      | Red Wings de Détroit       | 4                          |                            |  |   |                        |                       |                       |  |    |                            |                            |                            |
|  |                                | 6                              | Avalanche du Colorado          | 0 |                        |                            |                            |                            |  |   |                        |                       |                       |  |    |                            |                            |                            |
|  | 2                              | 6                              | Avalanche du Colorado          | 0 | Sharks de San José     | 4                          |                            |                            |  |   |                        |                       |                       |  |    |                            |                            |                            |
|  | 2                              |                                |                                |   | Sharks de San José     | 4                          |                            |                            |  |   |                        |                       |                       |  |    |                            |                            |                            |
|  | 7                              | Flames de Calgary              | 3                              |   |                        |                            |                            |                            |  |   |                        |                       |                       |  |    |                            |                            |                            |
|  | 7                              | Flames de Calgary              | 3                              |   |                        |                            |                            |                            |  | 1 | Red Wings de Détroit   | 4                     |                       |  |    |                            |                            |                            |
|  | Association de l'Ouest         |                                |                                |   |                        |                            |                            |                            |  | 1 | Red Wings de Détroit   | 4                     |                       |  |    |                            |                            |                            |
|  |                                | 5                              | Stars de Dallas                | 2 |                        |                            |                            |                            |  |   |                        |                       |                       |  |    |                            |                            |                            |
|  | 3                              | 5                              | Stars de Dallas                | 2 | Wild du Minnesota      | 2                          |                            |                            |  |   |                        |                       |                       |  |    |                            |                            |                            |
|  | 3                              |                                |                                |   | Wild du Minnesota      | 2                          |                            |                            |  |   |                        |                       |                       |  |    |                            |                            |                            |
|  | 6                              | Avalanche du Colorado          | 4                              |   |                        |                            |                            |                            |  |   |                        |                       |                       |  |    |                            |                            |                            |
|  | 6                              | Avalanche du Colorado          | 4                              |   | 2                      | Sharks de San José         | 2                          |                            |  |   |                        |                       |                       |  |    |                            |                            |                            |
|  |                                |                                |                                |   | 2                      | Sharks de San José         | 2                          |                            |  |   |                        |                       |                       |  |    |                            |                            |                            |
|  |                                | 5                              | Stars de Dallas                | 4 |                        |                            |                            |                            |  |   |                        |                       |                       |  |    |                            |                            |                            |
|  | 4                              | 5                              | Stars de Dallas                | 4 | Ducks d'Anaheim        | 2                          |                            |                            |  |   |                        |                       |                       |  |    |                            |                            |                            |
|  | 4                              |                                |                                |   | Ducks d'Anaheim        | 2                          |                            |                            |  |   |                        |                       |                       |  |    |                            |                            |                            |
|  | 5                              | Stars de Dallas                | 4                              |   |                        |                            |                            |                            |  |   |                        |                       |                       |  |    |                            |                            |                            |

### Finale de la Coupe Stanley
La finale de la Coupe Stanley 2008 oppose les Red Wings de Détroit, champions de la saison régulière et représentants de l'association de l'Ouest, aux Penguins de Pittsburgh, deuxièmes de l'association de l'Est. Les Red Wings remportent la finale et la Coupe sur le score de 4 matchs à 2 ; il s'agit de la onzième Coupe Stanley de leur histoire.
- 24 mai : Détroit 4-0 Pittsburgh
- 26 mai : Détroit 3-0 Pittsburgh
- 28 mai : Pittsburgh 3-2 Détroit
- 31 mai : Pittsburgh 1-2 Détroit
- 2 juin : Détroit 3-4 Pittsburgh (trois prolongations)
- 4 juin : Pittsburgh 2-3 Détroit

## Récompenses

### Trophées
| Trophée                      | Vainqueur                                             | Équipe                                                |
| ---------------------------- | ----------------------------------------------------- | ----------------------------------------------------- |
| Trophée Calder               | Patrick Kane                                          | Blackhawks de Chicago                                 |
| Trophée Lester-B.-Pearson    | Aleksandr Ovetchkine                                  | Capitals de Washington                                |
| Trophée Art-Ross             | Aleksandr Ovetchkine                                  | Capitals de Washington                                |
| Trophée Hart                 | Aleksandr Ovetchkine                                  | Capitals de Washington                                |
| Trophée Conn-Smythe          | Henrik Zetterberg                                     | Red Wings de Détroit                                  |
| Trophée Bill-Masterton       | Jason Blake                                           | Maple Leafs de Toronto                                |
| Trophée Frank-J.-Selke       | Pavel Datsiouk                                        | Red Wings de Détroit                                  |
| Trophée Jack-Adams           | Bruce Boudreau                                        | Capitals de Washington                                |
| Trophée James-Norris         | Nicklas Lidström                                      | Red Wings de Détroit                                  |
| Trophée King-Clancy          | Vincent Lecavalier                                    | Lightning de Tampa Bay                                |
| Trophée Lady Byng            | Pavel Datsiouk                                        | Red Wings de Détroit                                  |
| Trophée Lester-Patrick       | Brian Burke, Phil Housley, Ted Lindsay et Bob Naegele | Brian Burke, Phil Housley, Ted Lindsay et Bob Naegele |
| Trophée Maurice-Richard      | Aleksandr Ovetchkine                                  | Capitals de Washington                                |
| Trophée Vézina               | Martin Brodeur                                        | Devils du New Jersey                                  |
| Trophée William-M.-Jennings  | Dominik Hašek Chris Osgood                            | Red Wings de Détroit                                  |
| Trophée plus-moins de la LNH | Pavel Datsiouk                                        | Red Wings de Détroit                                  |

| Trophée                      | Équipe                 |
| ---------------------------- | ---------------------- |
| Trophée Clarence-S.-Campbell | Red Wings de Détroit   |
| Trophée Prince de Galles     | Penguins de Pittsburgh |
| Trophée des présidents       | Red Wings de Détroit   |
| Coupe Stanley                | Red Wings de Détroit   |

### Équipes d'étoiles

#### Première et deuxième équipe
| Position       | Première équipe      | Première équipe        | Deuxième équipe   | Deuxième équipe       |
| Position       | Joueur               | Équipe                 | Joueur            | Équipe                |
| -------------- | -------------------- | ---------------------- | ----------------- | --------------------- |
| Gardien de but | Evgeni Nabokov       | Sharks de San José     | Martin Brodeur    | Devils du New Jersey  |
| Défenseur      | Nicklas Lidström     | Red Wings de Détroit   | Brian Campbell    | Sharks de San José    |
| Défenseur      | Dion Phaneuf         | Flames de Calgary      | Zdeno Chára       | Bruins de Boston      |
| Ailier gauche  | Aleksandr Ovetchkine | Capitals de Washington | Henrik Zetterberg | Red Wings de Détroit  |
| Centre         | Ievgueni Malkine     | Penguins de Pittsburgh | Joe Thornton      | Sharks de San José    |
| Ailier droit   | Jarome Iginla        | Flames de Calgary      | Alekseï Kovaliov  | Canadiens de Montréal |

#### Équipe des recrues
| Position       | Joueur            | Équipe                 |
| -------------- | ----------------- | ---------------------- |
| Gardien de but | Carey Price       | Canadiens de Montréal  |
| Défenseur      | Tobias Enström    | Thrashers d'Atlanta    |
| Défenseur      | Tom Gilbert       | Oilers d'Edmonton      |
| Attaquant      | Nicklas Backstrom | Capitals de Washington |
| Attaquant      | Patrick Kane      | Blackhawks de Chicago  |
| Attaquant      | Jonathan Toews    | Blackhawks de Chicago  |